# Псевдослепота
Псевдослепота или зрячая слепота — объективная видимость изображения при отсутствии субъективного восприятия этого изображения. Термин был введён в медицину британским психологом Лоуренсом Вейскранцем и используется в нейропсихологии и нейробиологии до сих пор.
Фактическое название феномену дано благодаря больным с повреждениями первичной зрительной коры V1, при котором отдельные больные описывали явления и ситуации, возникающие в их зрительном поле, при том, что они не сообщают ни о каком визуальном понимании стимула.
Больные, несмотря на субъективное отсутствие зрительного восприятия, тем не менее, могут описывать некоторые свойства и характеристики предметов, находящихся в их поле зрения. Данный феномен обычно объясняется пациентом или больным как некоторого рода догадка, интуиция.
При слепоте, вызванной нарушениями в зрительной коре, зачастую присутствует реакция на свет со стороны зрачка и глазодвигательные рефлексы. Также среди пациентов иногда наблюдается случаи анозогнозии — т.е. пациент не признаёт наличие слепоты как таковой. При этом с уверенностью отвечает, что в комнате на момент проведения эксперимента выключен свет. Наука часто рассматривает тот факт, что псевдослепота у людей с повреждением первичной зрительной коры и полным отсутствием в этом случае зрения, но при этом сохраняется возможность обходить физические преграды, а также возможность различать эмоции на продемонстрированных испытуемому фотографиях и при этом с сохранением фокусировки взгляда в нужной точке.